# Кунцево (Полтавская область)
Кунцево (укр. Кунцеве) — село,
Кунцевский сельский совет,
Новосанжарский район,
Полтавская область,
Украина.
Код КОАТУУ — 5323482201. Население по переписи 2001 года составляло 554 человека.
Является административным центром Кунцевского сельского совета, в который, кроме того, входят сёла
Баловка,
Висичи,
Ганжи и
Собковка.

## Географическое положение
Село Кунцево находится на правом берегу реки Ворскла,
выше по течению на расстоянии в 0,5 км расположено село Ганжи,
ниже по течению на расстоянии в 2,5 км расположены пгт Новые Санжары и село Лелюховка,
на противоположном берегу — село Дубина.
Река в этом месте извилистая, образует лиманы, старицы и заболоченные озёра.
Рядом проходит автомобильная дорога М-22 (E 577).

## Происхождение названия
Одна из легенд гласит, что когда-то давно жил богатый пан, которого звали Кунц. Село принадлежало ему, и когда спрашивали: «Чьё это село?» Тогда в ответ и говорили: «Кунцево». Так и зародилось название.

## История
- 1859 — дата основания.

## Объекты социальной сферы
- Клуб.